# Nicolaaskerk (Westerland)
De Nicolaaskerk of Westerlanderkerk (Westerlanderweg 65), was oorspronkelijk gewijd aan de H. Nicolaas. De kerk werd al genoemd in de Commemoratio, een goederenlijst van de kerk van Utrecht uit de 9e eeuw en is ook terug te vinden in Domrekeningen in 1323 en 1400. Het oorspronkelijk romaanse kerkje lag op het verhoogde kerkerf met daaromheen een kerkhof. Schilder Pieter van Cuyck bezocht het kerkje aan het einde van de 18e eeuw en beschreef een zeer oud kerkje uit duifsteen, met losstaande toren zonder spits.
De huidige opzet dateert van later datum. Dit is terug te zien in de toren, die uit het begin van de 16e eeuw stamt. Hij bestaat uit drie geledingen, gescheiden door een tandlijst en is opgetrokken uit rode baksteen, afgewisseld met enkele lagen gele moppen. In de tweede en derde geleding van de toren zitten nissen met bovenaan rechthoekige galmgaten. De toren is afgesloten met een vrij recent tentdak. Het schip, in 1828 vernieuwd en tegen de toren aangeplaatst, is gebouwd in vroeg neogotische stijl. Het is driezijdig gesloten, kort van opzet en voorzien van rondbogige vensters.
Bij de kerk bevond zich een galgenveld.
In 1953 zijn bij de Kerk enige roodzandstenen doodkisten en deksels gevonden, stammend uit de 12e eeuw. Een daarvan is naar de kerk in Hippolytushoef overgebracht en één naar het Oudheidkundig Museum op Schokland. De overige fragmenten bleven ter plaatse.

## Interieur
De kerk bezit een eenvoudige preekstoel uit het begin van de 19e eeuw, voorzien van een koperen kroontje uit de 17e eeuw.
De torenklok, in 1509 gegoten door Johannes Godefridus, heeft een hoogte van 77 cm en een diameter van 86 cm. Hij draagt het opschrift: 
JHESUS MARIA ET ELYSABET IS MIJNEN NAAM MIJNEN DIENST SY GOEDE BEQUAEM DEN LEVENDEN EN DEN DODEN VERWECK IC TEN DIENST GOEDES DEN HAGHEL EN QUAT ONWEDER VERDRIVE IC JOHANNES GODEFRIDI ME FECIT ANNO DOMINI MCCCCCLX.

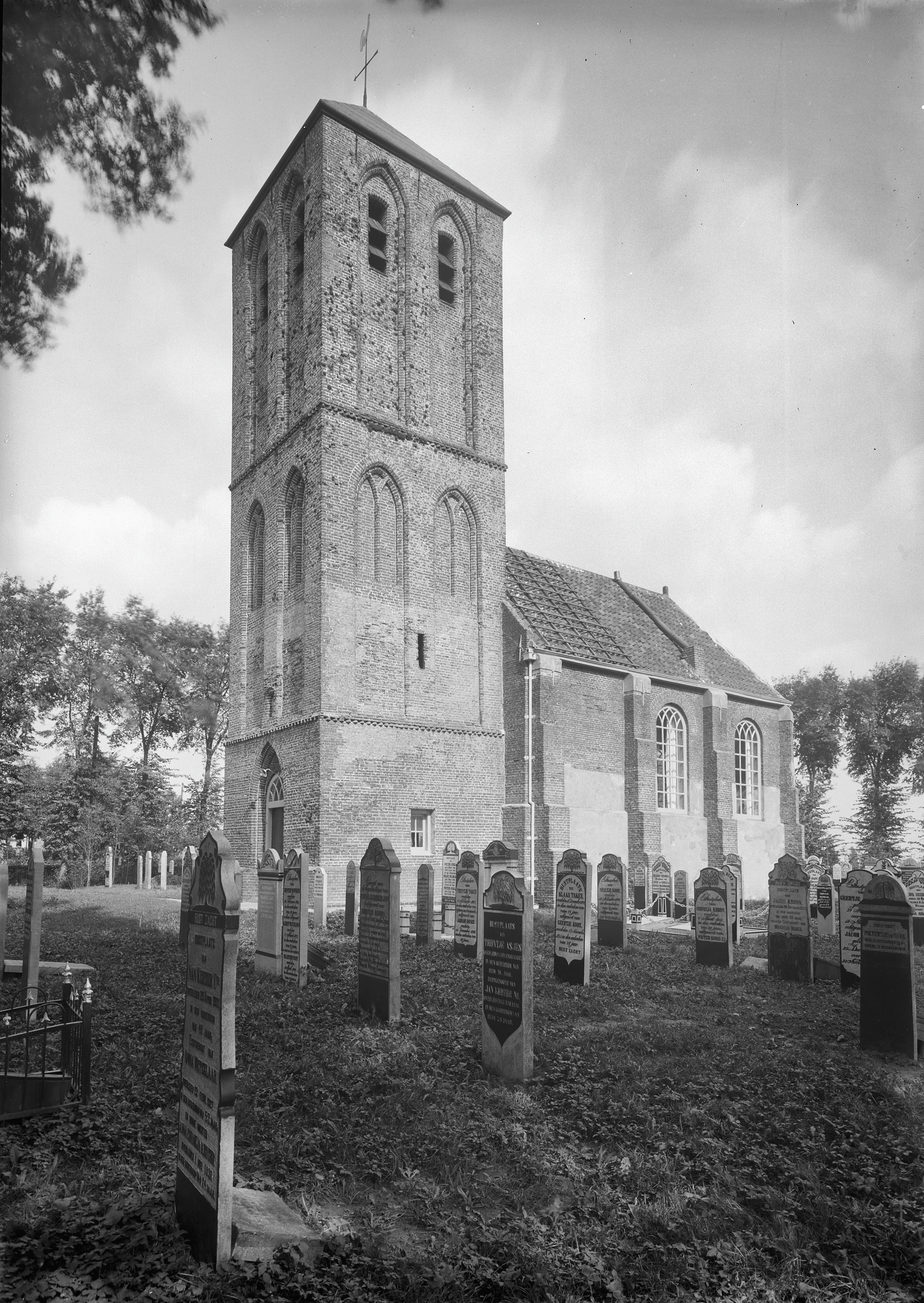
Zuid- en Westgevel, 1937
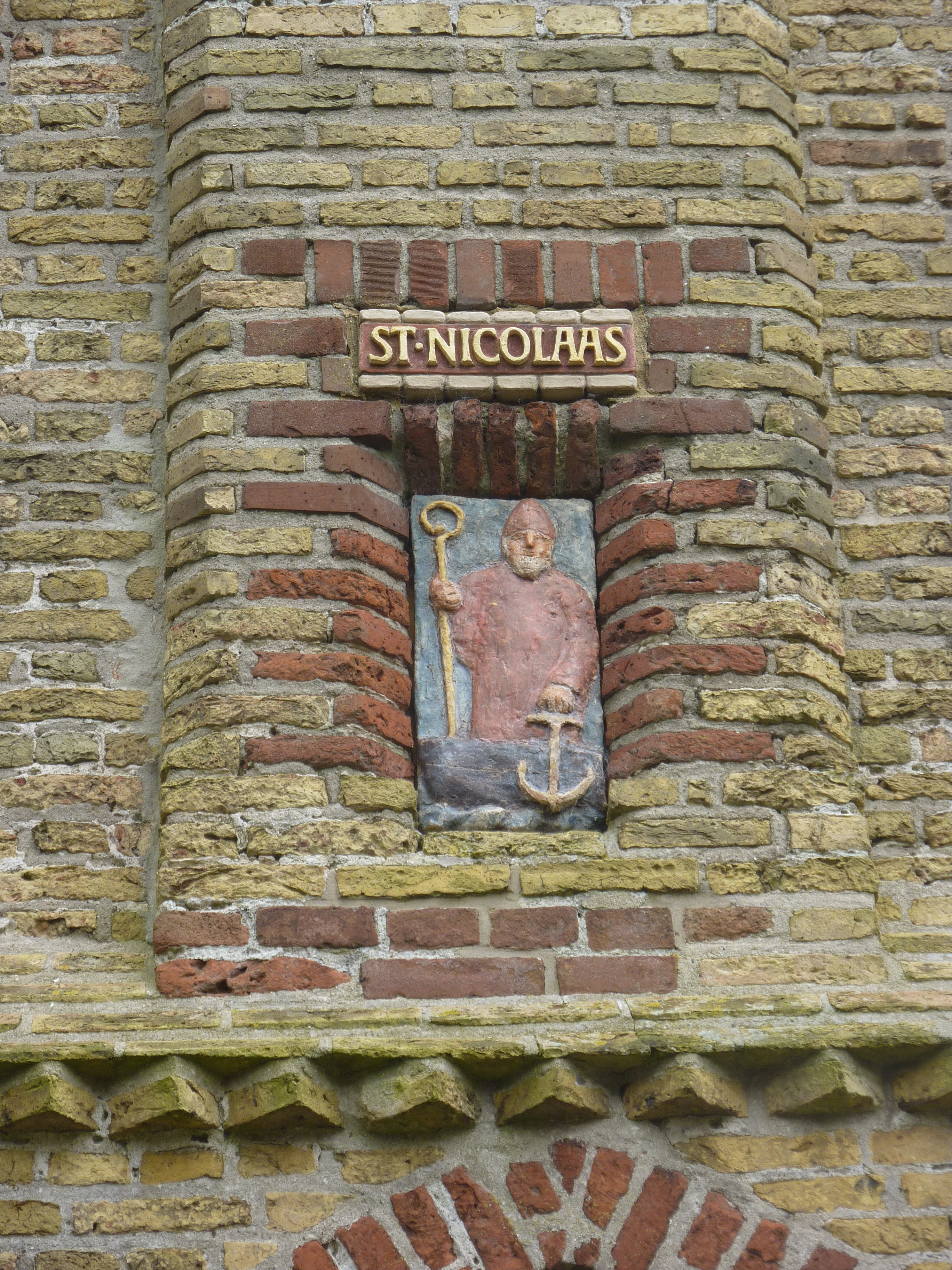
Gevelsteen boven toegangsdeur, 2016
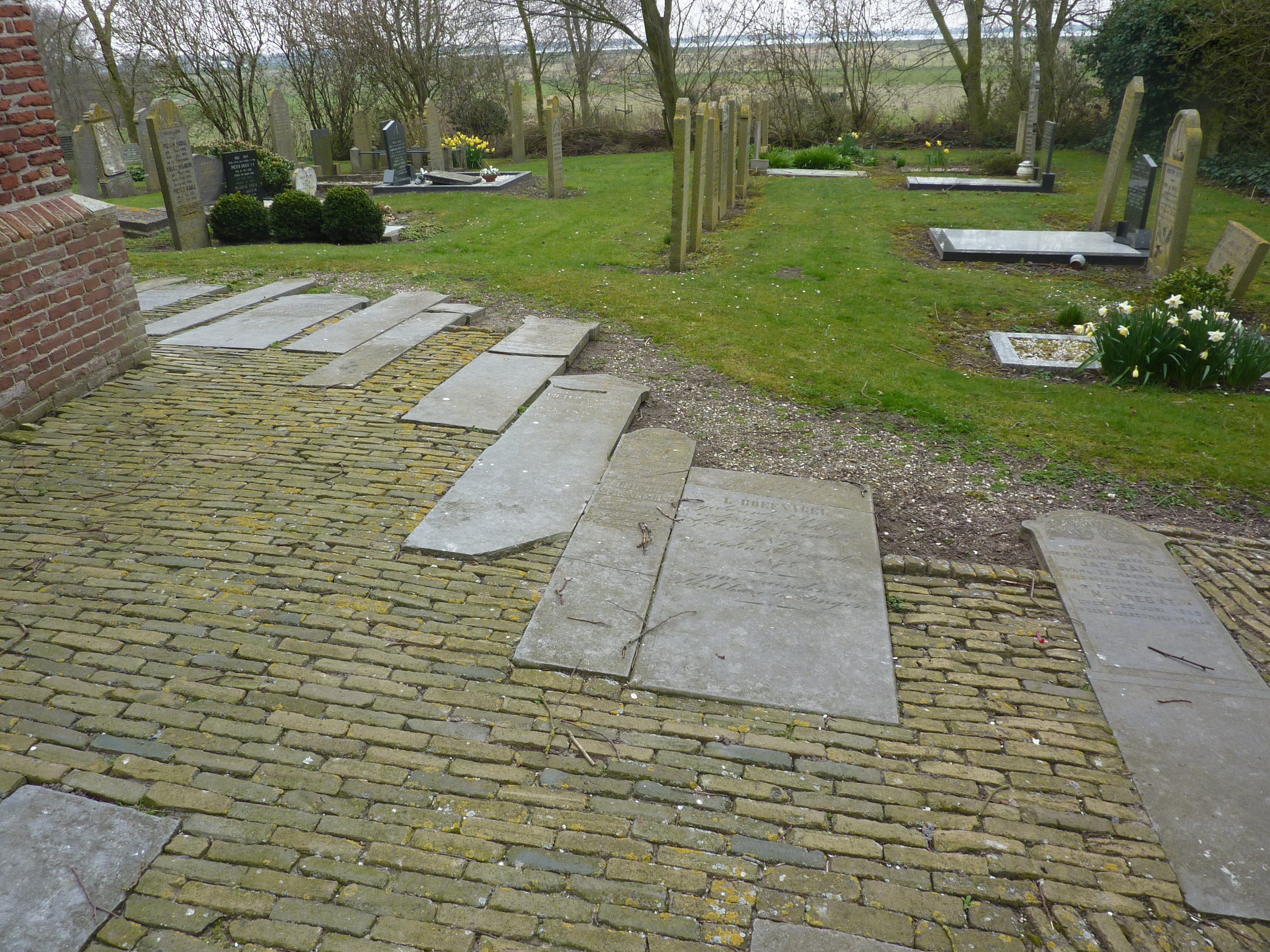
Stoep van grafstenen, 2016